# Lee Ki-poong

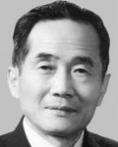
Lee Ki-poong

Lee Ki-pong (ur. 1896, zm. 1960) – polityk Korei Południowej.
Należał do zwolenników reżimu Li Syng Mana. Pełnił funkcje ministra obrony, burmistrza Seulu, wiceprezydenta kraju i członka Narodowego Zgromadzenia Korei Południowej. Wchodził w skład Międzynarodowego Komitetu Olimpijskiego. W latach 1956 oraz 1960 startował z ramienia rządzącej Partii Liberalnej w wyborach o urząd prezydenta. Po upadku dyktatury Li Syng Mana popełnił samobójstwo – poprosił swego syna, by ten zastrzelił go.